# Cimetière de la Cerisaie
Le cimetière de la Cerisaie est un cimetière communal se trouvant rue de la Cerisaie à Colombes, dans les Hauts-de-Seine.

## Historique
Ce cimetière a été créé dans les années 1930 pour suppléer au cimetière ancien de Colombes.

## Personnalités inhumées
- Livio Mascarello, militant syndicaliste[3].